# México nos Jogos Pan-Americanos de 1987
O México competiu na 10º edição dos Jogos Pan-Americanos, realizados na cidade de Indianápolis, nos Estados Unidos. Conquistou 38 medalhas nesta edição. 